# Inna Denina
Pour les articles homonymes, voir Denina.
Inna Denina est une joueuse de volley-ball ukrainienne née le 2 mars 1992 à Dovjansk (Louhansk). Elle mesure 1,79 m et joue au poste de réceptionneuse-attaquante.

## Clubs
| Club                 | De        | À         |
| -------------------- | --------- | --------- |
| Iskra Louhansk       | 2006-2007 | 2009-2010 |
| VK Severodontchanka  | 2010-2011 | 2014-2015 |
| Novator Khmelnitsky  | 2018-2019 | 2018-2019 |
| Galitchanka Ternopil | 2018-2019 | 2018-2019 |
| Regina Rivne         | 2019-2020 | 2019-2020 |
| Galitchanka Ternopil | 2020-2021 | 2020-2021 |
| M-Technologie        | 2020-2021 | 2020-2021 |
| Khimik Youjne        | 2021-2022 |           |

## Palmarès
- Coupe d'Ukraine
  - Finaliste : 2013, 2014, 2015.
- Championnat d'Ukraine
  - Finaliste : 2014, 2015.